# NK Nova Zora Sveti Filip i Jakov
 Nogometni klub Nova Zora Sveti Filip i Jakov hrvatski je nogometni klub iz mjesta Sveti Filip i Jakov u blizini Zadra. 
Klub je osnovan 1952. pod imenom Jadran. Od 1971. nosi ime Nova Zora.

## Vanjske poveznice
- Profil, HNS Semafor